# Fehérhasú virágjáró
A fehérhasú virágjáró (Dicaeum hypoleucum) a madarak osztályának verébalakúak (Passeriformes) rendjébe és a virágjárófélék (Dicaeidae) családjába tartozó faj.

## Rendszerezése
A fajt Richard Bowdler Sharpe angol ornitológus írta le 1876-ban.

## Alfajai
- Dicaeum hypoleucum cagayanensis Rand & Rabor, 1967
- Dicaeum hypoleucum hypoleucum Sharpe, 1876
- Dicaeum hypoleucum mindanense Tweeddale, 1877
- Dicaeum hypoleucum obscurum Ogilvie-Grant, 1894
- Dicaeum hypoleucum pontifex Mayr, 1946[2]

## Előfordulása
A Fülöp-szigetek területén honos. Természetes élőhelyei a szubtrópusi és trópusi síkvidéki esőerdők. Állandó, nem vonuló faj.

## Megjelenése
Testhossza 9 centiméter, testtömege 7–10 gramm.

## Életmódja
Gyümölcsökkel, nektárral és pollennel táplálkozik, valószínűleg rovarokat is fogyaszt.

## Természetvédelmi helyzete
Az elterjedési területe nagyon nagy, egyedszáma viszont csökken, de még nem éri el a kritikus szintet. A Természetvédelmi Világszövetség Vörös listáján nem fenyegetett fajként szerepel.